# Ladislav Lazar Pomíjel

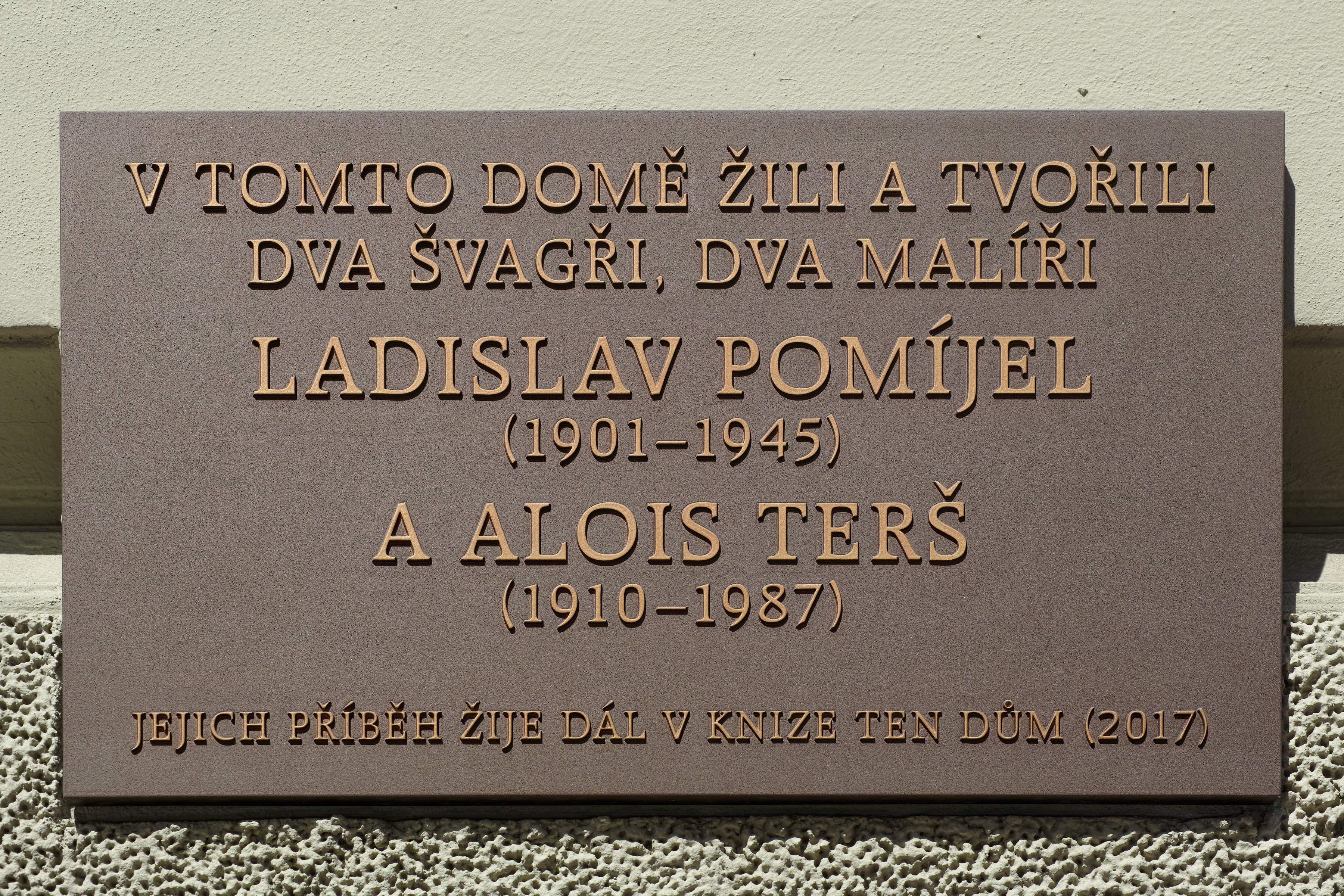
Pamětní deska v Riegrově ulici

Ladislav Lazar Pomíjel, vlastním jménem Ladislav Pomíjel, působil též pod pseudonymem Láďa Hlubocký, (24. dubna 1901 Hluboká nad Vltavou – 7. září 1945 Praha) byl český akademický malíř a ilustrátor.

## Život
Narodil se v Hluboké nad Vltavou v jižních Čechách, posléze absolvoval Akademii výtvarných umění v Praze, kde studoval u profesorů Obrovského a Maxe Švabinského. Po ukončení studia vykonal studijní cestu po Itálii. Mládí prožil v Českých Budějovicích, následně se pak usadil v Praze. Vedle tvorby obrazů a knižních ilustrací se zabýval mj. miniaturní kresbou. Pořídil také nástěnné malby v interiérech Tomášského pivovaru s motivy legendy o králi Ječmínkovi, domu U Černé brány na Malé Straně a v dalších budovách. Svůj ateliér měl v domě U sedmi křepelek na pražských Hradčanech.
Byl členem protestantské starokatolické církve a také zde působil jako učitel.
Zemřel 7. září 1945 v Praze ve věku 44 let. Pohřben byl na Ďáblickém hřbitově.
V ulici Riegrova v Českých Budějovicích je na domě č. 1757/49 umístěna od roku 2017 jeho pamětní deska.

## Galerie

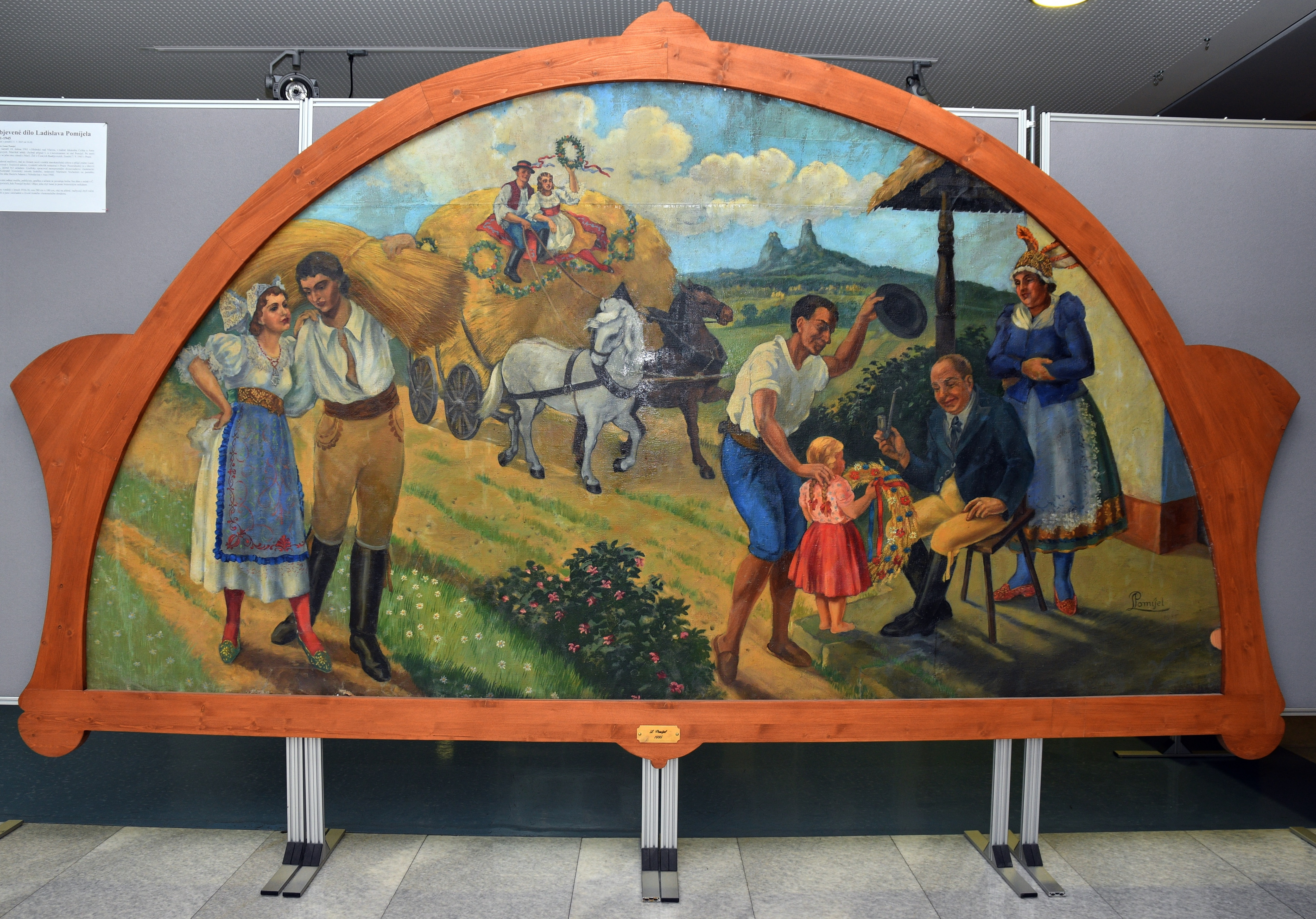
Léto Český ráj
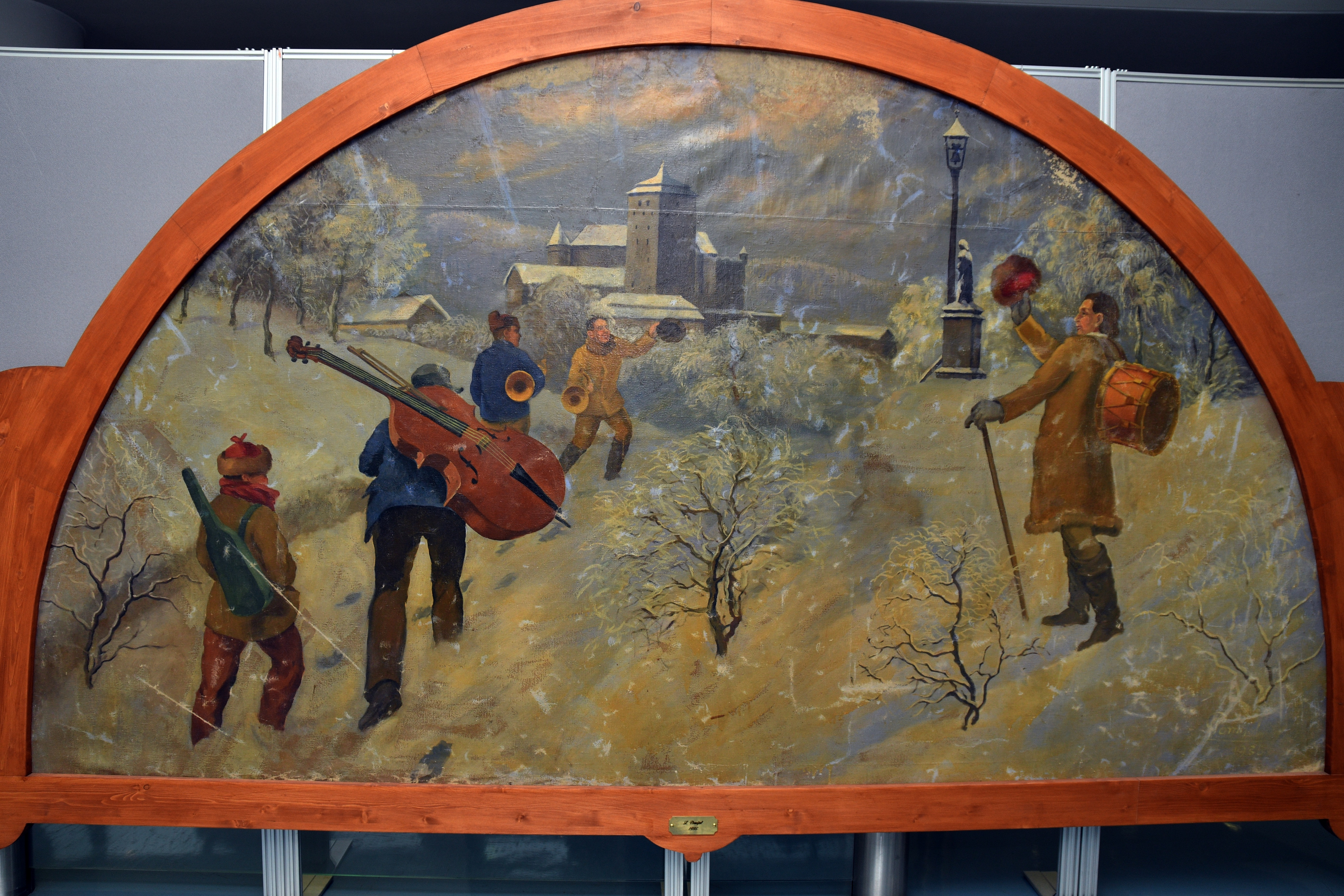
Zima Kost
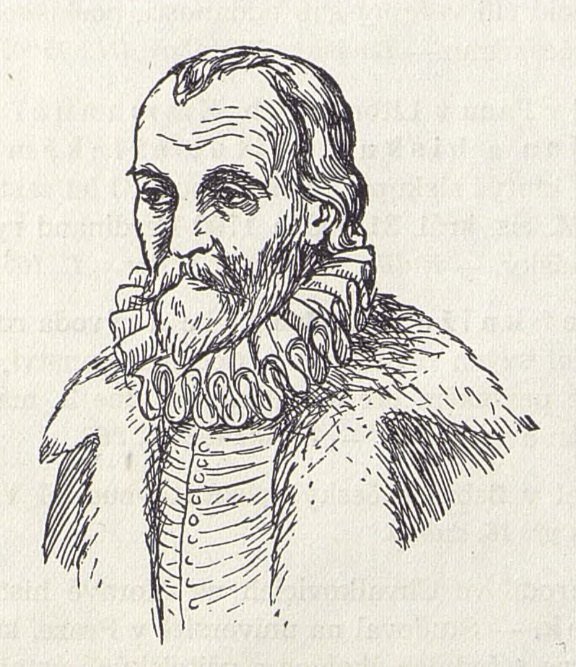
Adam Zalužanský ze Zalužan
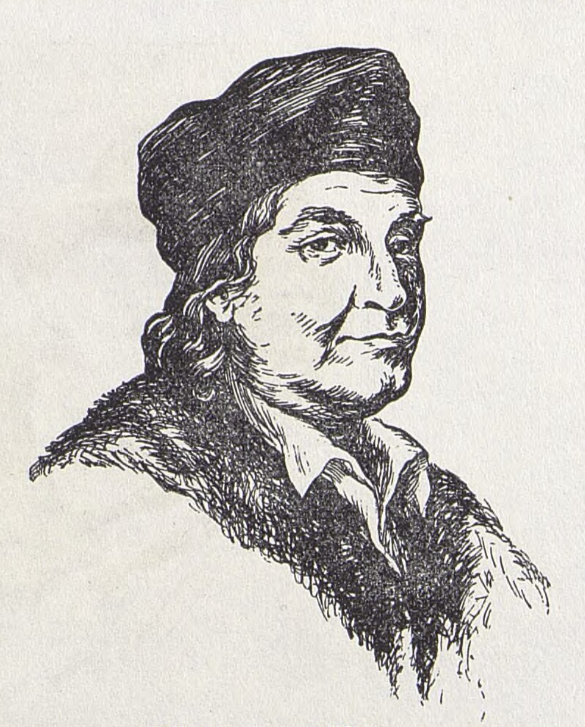
Jan z Příbrami
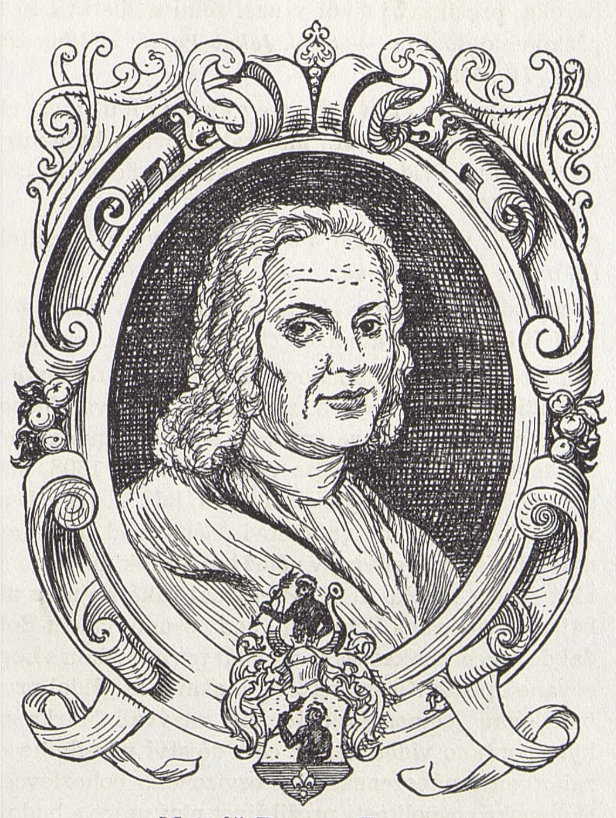
Matyáš Braun z Braunu
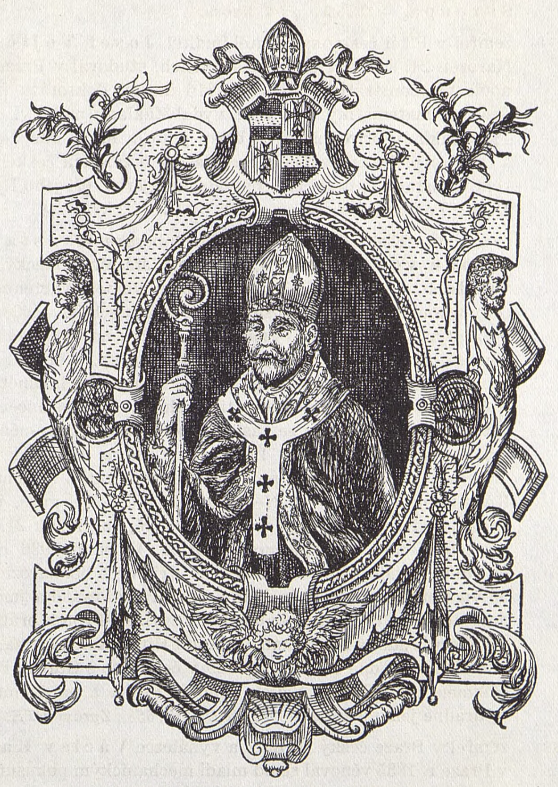
Pražský arcibiskup Martin Medek z Mohelnice
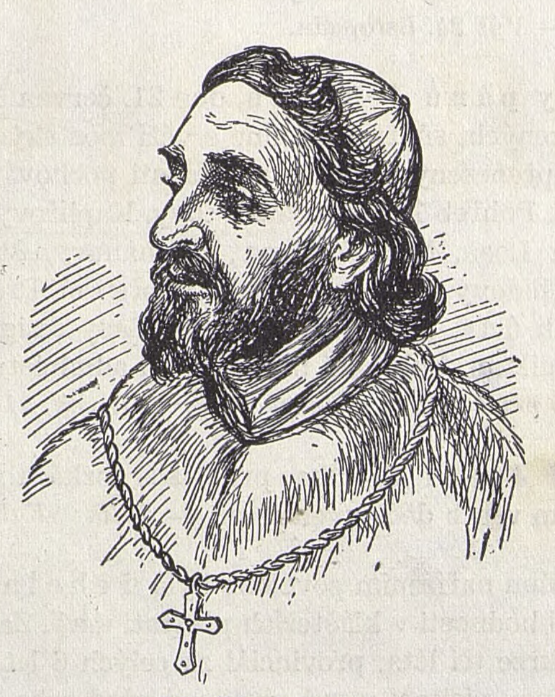
Matěj z Janova